# Middletown (Connecticut)
Middletown é uma cidade localizada no estado americano de Connecticut, no Condado de Middlesex.

## Demografia
Segundo o censo americano de 2000, a sua população era de 43.167 habitantes.
Em 2006, foi estimada uma população de 47.481, um aumento de 4314 (10.0%).

## Geografia
De acordo com o United States Census Bureau tem uma área de 109,6 km², dos quais 105,9 km² cobertos por terra e 3,7 km² cobertos por água. Middletown localiza-se a aproximadamente 57 m acima do nível do mar.

## Localidades na vizinhança
O diagrama seguinte representa as localidades num raio de 16 km ao redor de Middletown.

## Explosão da central eléctrica Kleen Energy Systems
Em 7 de Fevereiro de 2010, a central eléctrica Kleen Energy Systems explodiu provocando um número de mortos que pode chegar aos 50.

## Personalidades
- John Hasbrouck Van Vleck (1899-1980), Prémio Nobel de Física de 1977